# Svetovno prvenstvo v podvodnem hokeju 1982
Svetovno prvenstvo v podvodnem hokeju 1982 je potekalo v Brisbanu (Avstralija).

## Rezultati

### Moški
1. Avstralija
2. Nova Zelandija
3. Kanada

### Ženske
1. Avstralija
2. Nova Zelandija